# Thel
Thel est une ancienne commune française, située dans le département du Rhône en région Auvergne-Rhône-Alpes. Depuis 2016, elle est une commune déléguée de la commune nouvelle de Cours. Les habitants et les habitantes de la commune sont appelés les Thelois et les Theloises.

## Géographie
Thel est situé en plein cœur du Beaujolais vert, pays de moyenne montagne. C'est un village essentiellement rural, situé sur la commune de Cours, non loin des communes de Thizy-les-Bourgs et Amplepuis. Thel subit cependant l'attraction de la proche agglomération de Roanne, dans la Loire.

## Histoire

### La légende
La légende veut que saint Pierre, patron de la paroisse s’arrêtant un soir à Thel pour y passer la nuit, trouvant le pays si beau se serait écrié : « Tel est Thel, tel il restera ! ». Cette phrase est devenu la devise du village.[réf. nécessaire]

### Les origines
La première mention connue du nom de Thel date de l'année 1284, dans un texte où il est écrit « Par lettre du jeudi après Pâques, Guichard de Champeron a vendu à autre Guichard de Marzé les droits qu'il exerçait à Cublize, Claveysolles, Saint-Vincent-de-Reins, Thel, Chamelet et Thizy » mais son existence est sans doute plus ancienne. Thel dépendait de la juridiction de Magny (aujourd'hui lieu-dit de Cublize).[réf. nécessaire]

### La Révolution
Pendant la Révolution, les habitants de Thel se signalent par leur fidélité aux prêtres réfractaires qu'ils cachent dans les caves.

### LeXXesiècle
Le 23 avril 1944, le maquis de Chauffailles s'installe dans les bois au lieu-dit « La Chevrelus » sur la commune de Thel. Le groupe est constitué de 38 hommes. Deux jours après son installation, un milicien surnommé « Fanfan » qui s'était infiltré s'enfuit du groupe, livrant ainsi les renseignements aux soldats allemands. Les 2 et 3 mai, les forces allemandes prennent position autour du camp. L'attaque a lieu dans la matinée du 3 mai et se solde par la mort de dix-neuf personnes dont treize maquisards du camp de Thel, deux de Saint-Bonnet-des-Bruyères et quatre autres résistants dont un à Thel.

### L'époque contemporaine
Dans le courant de l'année 2015, la commune de Thel opère un rapprochement avec celles de Cours-la-Ville et Pont-Trambouze, dans le but de créer une commune nouvelle. Un arrêté préfectoral du 18 novembre 2015 entérine la création le 1er janvier 2016 de la commune de Cours dont Thel est une commune déléguée.

## Héraldique

Les armoiries de Thel.

Le blason de Thel est : « Parti, de sable à la clé d'or et d'or à un tilleul arraché de sinople ».

## Politique et administration

### Administration municipale
Le nombre d'habitants au dernier recensement étant compris entre 100 et 499, le nombre de membres du conseil municipal était de onze jusqu'au 31 décembre 2015. Au sein du conseil municipal de la commune nouvelle de Cours, Thel est représenté par dix conseillers.

### Liste des maires
| Période                                  | Période            | Identité          | Étiquette | Qualité |
| ---------------------------------------- | ------------------ | ----------------- | --------- | ------- |
| avant 1907                               | entre 1907 et 1909 | Jean-Marie Accary |           |         |
| entre 1907 et 1909                       | après 1909         | Émile Coillard    |           |         |
| 2001                                     | 2008               | Gabriel Gardet    | DVD       |         |
| 2008                                     | 2010               | Joannes Monte     | UMP       |         |
| 2010                                     | 2014               | Bernard Chazelle  | SE        |         |
| 2014                                     | 2015               | Yolande Aigle     | DVD       |         |
| Les données manquantes sont à compléter. |                    |                   |           |         |

| Période | Période  | Identité             | Étiquette | Qualité |
| ------- | -------- | -------------------- | --------- | ------- |
| 2016    | 2020     | Yolande Aigle        | DVD       |         |
| 2020    | en cours | Marie-Claire Dubouis | DVD       |         |

### Intercommunalité
La commune a fait partie successivement des communautés de communes du pays d'Amplepuis Thizy puis de l'Ouest Rhodanien.

## Population et société

### Démographie
L'évolution du nombre d'habitants est connue à travers les recensements de la population effectués dans la commune depuis 1793. À partir du 1er janvier 2009, les populations légales des communes sont publiées annuellement dans le cadre d'un recensement qui repose désormais sur une collecte d'information annuelle, concernant successivement tous les territoires communaux au cours d'une période de cinq ans. 
Pour les communes de moins de 10 000 habitants, une enquête de recensement portant sur toute la population est réalisée tous les cinq ans, les populations légales des années intermédiaires étant quant à elles estimées par interpolation ou extrapolation. Pour la commune, le premier recensement exhaustif entrant dans le cadre du nouveau dispositif a été réalisé en 2004,.
En 2013, la commune comptait 326 habitants, en évolution de +7,24 % par rapport à 2008 (Rhône : +5,46 %, France hors Mayotte : +2,49 %).
| 1793 | 1800 | 1806 | 1821 | 1831  | 1836  | 1841  | 1846  | 1851  |
| ---- | ---- | ---- | ---- | ----- | ----- | ----- | ----- | ----- |
| 800  | 845  | 772  | 964  | 1 120 | 1 135 | 1 146 | 1 257 | 1 222 |

| 1856  | 1861  | 1866  | 1872  | 1876  | 1881 | 1886 | 1891 | 1896 |
| ----- | ----- | ----- | ----- | ----- | ---- | ---- | ---- | ---- |
| 1 145 | 1 169 | 1 048 | 1 163 | 1 068 | 962  | 990  | 922  | 855  |

| 1901 | 1906 | 1911 | 1921 | 1926 | 1931 | 1936 | 1946 | 1954 |
| ---- | ---- | ---- | ---- | ---- | ---- | ---- | ---- | ---- |
| 738  | 700  | 637  | 514  | 522  | 458  | 403  | 337  | 323  |

| 1962 | 1968 | 1975 | 1982 | 1990 | 1999 | 2004 | 2009 | 2013 |
| ---- | ---- | ---- | ---- | ---- | ---- | ---- | ---- | ---- |
| 287  | 265  | 272  | 278  | 302  | 293  | 294  | 310  | 326  |

### Manifestations culturelles et festivités

#### La fête des marrons
Organisée par le comité des fêtes de Thel et une équipe de bénévoles du village, cette fête est devenue traditionnelle depuis plus de quarante ans. Elle donne l’occasion chaque année, avant les frimas de l’hiver, de se rencontrer et de se divertir. Cette fête est aussi un lieu de rencontre des amateurs de sports motorisés utilisant des véhicules tout-terrain, des quads, des motos ou des mini motos.

## Culture et patrimoine

### Lieux et monuments
Un mémorial sur lequel figurent les noms de 19 résistants morts pour la France en mai 1944 a été érigé en 1946 au milieu des bois dominant le village au nord-ouest.

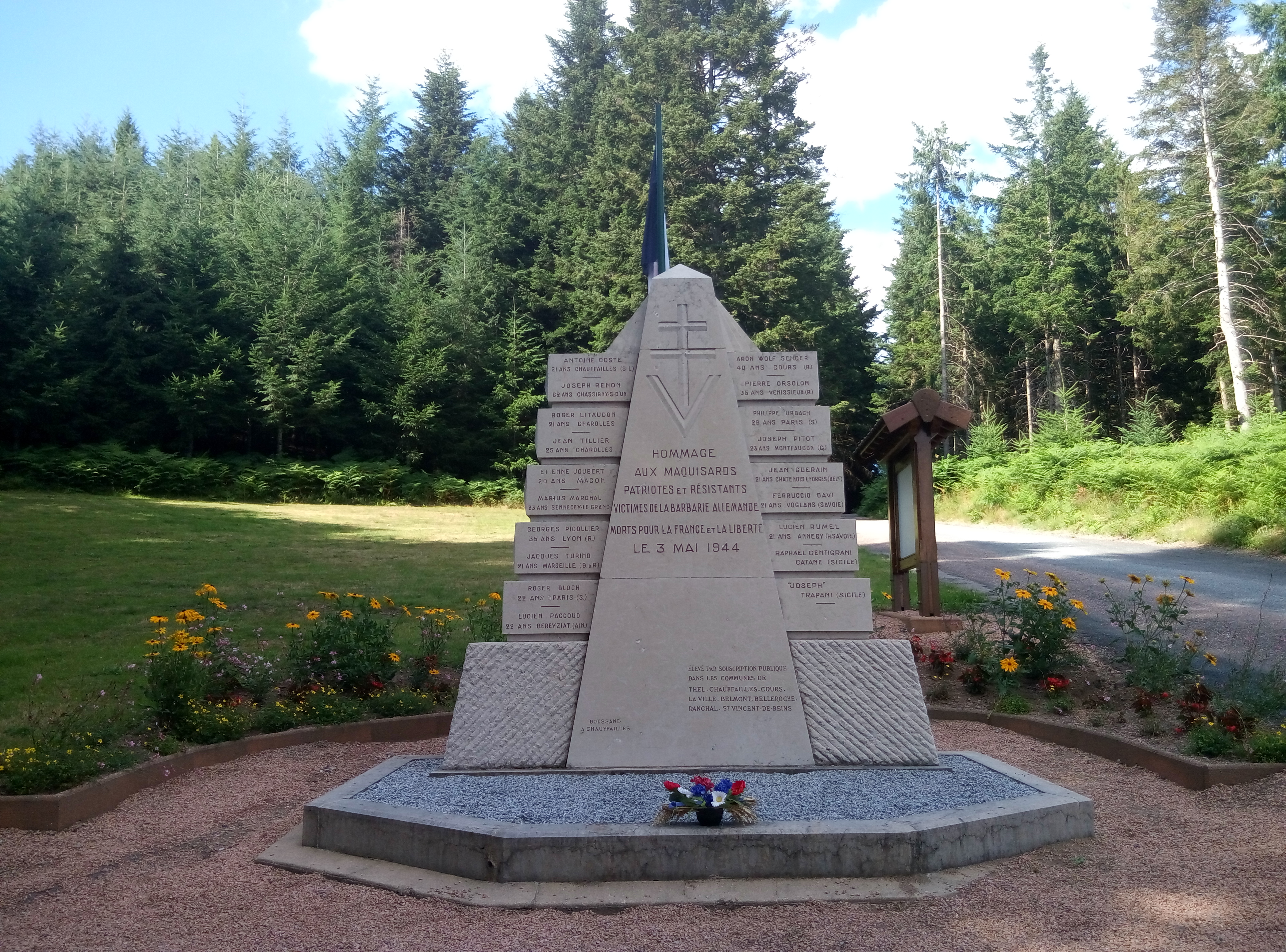
Le mémorial de Thel